# Riccardo di San Vittore
Riccardo di San Vittore (Scozia, 1110 circa – Parigi, 10 marzo 1173) è stato un teologo e filosofo francese di origine scozzese. Fu uno dei più importanti teologi mistici del XII secolo nonché priore dell’abbazia benedettina di San Vittore a Parigi, dal 1162 alla morte.

## Biografia
Riccardo fu allievo di Ugo di San Vittore, di cui adottò e sviluppò principi e metodi. La sua opera più importante, il De Trinitate, cerca di giungere agli elementi essenziali della dottrina trinitaria mediante un processo di ragionamento speculativo. Riccardo esercitò un grande influsso su Bonaventura da Bagnoregio e i mistici francescani. I suoi scritti gli fecero ottenere il soprannome di "Magnus Contemplator".
Nel Paradiso di Dante (X, 130), è considerato fra i teologi e i dottori della Chiesa, insieme con Isidoro di Siviglia e Beda il Venerabile.

## IlDe trinitatee ilFilioque
Nel De trinitate accolse la definizione di persona data da Boezio e la dottrina del Filioque. 
Nel V secolo, il Pange lingua di Venanzio Fortunato aveva affermato che lo Spirito Santo, procedendo da entrambe le altre due divine persone, era ritenuto parimenti degno e meritevole di una preghiera di lode. Il riconoscimento dell'inno eucaristico aveva introdotto la dottrina del Filioque nella Chiesa Cattolica, ma non chiariva ancora appieno che la processione dal Figlio non poteva essere comunque disgiunta da quella dal Padre.
San Riccardo la fece propria e distinse in Dio l'esistenza di due processioni dello Spirito Santo: una processione immediata dello Spirito Santo dal Padre Dio, unita ad un secondo e distinto tipo di processione, quella che inizia nel Padre Dio ed è mediata dal Figlio Dio. Quindi, nel suo pensiero lo Spirito Santo procede sempre dal Padre, poiché anche quando procede dal Figlio, occorre rilevare che il Figlio procede sempre dal Padre. Il Padre nulla riceve e tutto dona allo Spirito Santo che deve necessariamente corrispondere tale amore gratuito, per esserne degno. Il Figlio è in uno stato intermedio fra l'amore gratuito del Padre e l'amore dovuto dello Spirito, potendo sia ricevere dal Padre che donare allo Spirito. San Riccardo usa la chiusura deduttiva di questa teoria per affermare l'impossibilità di una quarta persona divina, se lo Spirito Santo è degno dell'amore totalizzante del Padre e del Figlio, allora è meritevole anche dell'inno di lode da parte dei fedeli.
L'opera fornisce anche due prove dell'esistenza di Dio, di cui la prima si fonda sul grado di perfezione delle creature e la seconda sulla loro non necessaria possibilità. Le dimostrazioni delineano un'ontologia del reale e del possibile suddivisa in tre classi: le creature subcelesti che sono generate e periscono, e quindi non possono essere per sé; le creature celesti che sono eterne, ma che non sono per sé (sono create); Dio eterno e per sé, nel senso che non necessita dell'esistenza o dell'opera di altri enti affinché il proprio essere sia possibile.
Le creature necessitano di Lui che è la sola causa del proprio essere e l'unico creatore increato. La contingenza delle creature fonda la necessità del creatore.
Nel prologo del trattato identifica il Sommo Bene e la perfezione della virtù con la conoscenza della ragione naturale che fu propria dei filosofi antichi. Invita i cristiani a non essere inferiori ad essi e a ricercare, per quanto è possibile, le ragioni della fede.
La sua teologia trinitaria e opere dell'eretico Gioacchino da Fiore influenzarono la Lectura super Apocalypsim di Pietro di Giovanni Olivi.

## Opere

Richardi Parisiensis Opera, 1650

Di Riccardo ci sono pervenute trentatré opere, pubblicate nella Patrologia Latina di Migne, elencate degli editori in tre gruppi: Scritti esegetici, Scritti teologici e Miscellanea; ma Eugène Kulesza contesta questa classificazione in particolare per le opere che fanno riferimento alla vita interiore che trattano di mistica e di ascetica, che egli mette come primo gruppo.
Secondo Riccardo, la contemplazione è l'ultima fase della via mistica che si suddivide in sei fasi culminanti nella visione diretta di Dio, uno stato di completa alienazione della mente umana dai propri ricordi, dai propri desideri e dalla consapevolezza di sé. La contemplazione è resa possibile dalla purezza di cuore e dalla conoscenza di sé, ma l'ultimo stadio della visione divina è causato unicamente dalla grazia di Dio, ponendosi quindi al di sopra e al di là della ragione e delle facoltà umane del corpo e dell'anima.
Qui si segue la classificazione di Kulesza.

### Vita interiore
Sedici scritti
- De præparatione animi ad contemplationem, liber dictus Benjamin minor. Il sottotitolo viene dal Salmo LXVII, 28 (Benjamin in mentis excessu). Tratta di morale mistica, è una allegoria del testo biblico che parla di Lia e Rachele le mogli di Giacobbe e dei loro tredici figli, dove si attribuisce ad ognuno di essi un particolare significato nel cammino di perfezionamento dell'anima umana per raggiungere la contemplazione di Dio.[8]
- De gratia contemplationis, seu Benjamin major. Il sottotitolo è tratto dal Salmo CXXXI, 8 (Surge, Domine, in requiem tuam, tu et arca santificationis tuæ), il testo è molto più lungo, è maggiore. Tratta della contemplazione: è la saggezza che dà soddisfazione e la perfezione della saggezza è la contemplazione. Tra gli scritti di Riccardo è il più studiato e il più citato. L'opera

(Bréhier, p. 516.)
- Allegoriae tabernaculis fœderis. Appendice del precedente, lo riassume in allegoria dell'arca dell'alleanza: il nostro tabernacolo interiore, a cui ci porta il tabernacolo esteriore, che è la Ragione.
- Tractatus de quatuor gradibus violentæ caritatis. Una descrizione della preghiera contemplativa, tanto poetica quanto profonda nella descrizione (Kulesza).
- In Cantica canticorum explicatio. Appunti di dottrina ispirata da Papa Gregorio I e istruzioni morali.
- Mysticaæ adnotationes in psalmos. Appunti di dottrina in forma di omelia, dal Salmo XXIII.
- Expositio cantici Habacuc. Appunti di dottrina.
- De exterminatione mali et promotione boni. Trattato di morale mistica che esamina le virtù necessarie per purificare l'anima dove si insiste sulla contemplazione. Il testo viene anche fatto risalire a Riccardo di Saint-Laurent.
- De conditione interioris homoris. Trattato sulla vita interiore basato sulla spiegazione del sogno di Nabucodonosor II riportato dal profeta Daniele.
- De missione Spiritus Sancti. Omelia per la Pentecoste sul testo biblico della Saggezza I, 8.
- De comparatione Christi ad florem Mariæ ad virgam. Testo breve che riprende le idee espresse su questo tema da San Girolamo.
- De sacrificio David prophetæ. Opuscolo che tratta del sacrificio di Davide riportato nel salmo LXX, che viene comparato a quello di Abramo.
- De differentia sacrificii Abrahæ a sacrificio beatæ Mariæ virginis. Trattato che compara il sacrificio di Abramo a quello di Maria il giorno della sua purificazione.
- Tratatus de meditandis plagis quæ circa mundi finem evenient. Trattato, sotto forma di meditazione, sulla tribolazione che dovrà precedere i tempi ultimi.
- De gemino paschate. Due sermoni: per la domenica delle palme, per la Pasqua.

### Scritti teologici
Dieci trattati
- De Trinitate: Riccardo si ispira ai trattati di Acardo di San Vittore e Anselmo d'Aosta, in particolare per il metodo e la dialettica contemplativa. Le argomentazioni razionali sono messe al servizio della giustificazione del dogma e dell'intelligenza del mistero.
- De tribus appropriatis personis in Trinitate. Breve spiegazione che (Vincent de Clairvaux conta come settimo libro del De trinitate). Dove Riccardo descrive gli attributi di ogni singola Persona della Trinità: unità e potenza, il Padre; uguaglianza e saggezza, il Figlio; la concordia tra le due prime Persone e la bontà allo Spirito Santo.
- De Liber de Verbo incarnato. Riccardo vi espone la necessità dell'incarnazione appoggiata sull'esegesi del profeta Isaia.
- Quomodo Spiritus Santus est amor Patris et Filii. Breve opuscolo che spiega il senso dell'amore del Padre per il Figlio attraverso lo Spirito Santo e l'amore del Figlio per il Padre con lo Spirito Santo.
- De superexcellenti baptismo Christi. Breve opuscolo, dedicato a un parente di Riccardo, con riflessioni sul battesimo di Cristo. Di cui solo il prologo è suo, mentre il resto è da attribuirsi a Gautier de Saint-Victor.
- De statu interioris hominis (PL t. 196, col. 1115-1160). Questo trattato espone lo stato di rottura dell'uomo dopo la caduta: debolezza, ignoranza e concupiscenza, espressi dai peccati: pigrizia, errore e cattiveria, a cui Riccardo contrappone come rimedio i comandamenti di Dio e le pratiche ascetiche. L'opera conobbe un successo immenso e ha esercitato una profonda influenza nei credenti dei secoli successivi.
- De potestate ligandi et solvendi. Opuscolo sulle due forme del peccato.
- De judiciaria potestate in finali et universali judicio. Specie di sermone che espone come gli apostoli renderanno nel giudizio finale, le sanzioni per tutti gli uomini.
- Tratatus de spiritu blasphemiæ. Questo breve trattato vuole rispondere alla questione della blasfemia e del peccato contro lo Spirito soppesandone i pro e i contro, ma la soluzione non appare chiara.
- De differencia peccati mortalis et venialis. Breve opuscolo che risponde alla domanda: un uomo colpevole di un peccato mortale subisce la condanna eterna; ma quando un uomo accumula peccati veniali, la sua pena sarà aumentata? Anche qui la risposta non risulta molto precisa.

### Scritti esegetici
Sette scritti che non sono i più originali nell'opera del Vittorino.
- Expositio difficultatum suborientium in expositione taberculi fœderis. Lo scritto raggruppa tre sturi di importanza minore. Descrizione tropologica del tabernacolo dell'antica alleanza, una descrizione del tempio di Salomone, e una cronologia dei re di Israele e di Giuda.
- Declarationes nonnullarum difficultatum Scripturæ. Il testo è composto da brevi riflessioni sulle anime pure e impure dell'Antico Testamento e su un passaggio delle lettere di San Paolo:

(1Cor 5,7)
- In visionem Ezechielis. Esteso trattato sulle visioni del profeta Ezechiele Capitolo I 1-5[9], dove sviluppa la spiegazione letterale degli animali, delle strade e degli edifici (Nuovo Tempio) descritti dal profeta. Il testo è ornato da figure e piani schematici.
- Explicatio aliquorum passum difficilium Apostoli. L'opera spiega il difficile passaggio tratto dall'opera della Legge per la santificazione del cristiano.
- In Apocalypsim Joannis. L'opera più voluminosa di esegesi. Composta di sette volumi, che trattano tutte le visioni dell'Apocalisse. Questo commentario privilegia le parafrasi di ordine mistico delle visioni di Giovanni.
- De Emmanuele. Trattato polemico che ricusa un altro trattato su Isaia Ecce virgo concipiet, di Maître André che non piace a Riccardo che riprende gli argomenti di San Gerolamo, per mostrare che il testo del profeta fa riferimento alla concezione del Salvatore.
- Quomodo Christus ponitur in signum populorum. Breve scritto a sermone, contenente note sul testo di Isaia 11,10[10]

### Diversi
- Liber excerptionum, introduzione alle Scritture, una raccolta di estratti di autori che lo hanno preceduto.
- Una spiegazione allegorica degli Atti degli Apostoli, per lungo tempo attribuita a Fulberto di Chartres, PL, t. 141, col. 277-306.

## Apocrifi
- Tractatus de gradibus caritatis (coll. 1195-1208). Questo trattato, di autore ignoto, descrive in quattro capitoli le quattro qualità dell'amore contemplativo. La tradizione vuole che il testo sia stato scritto su richiesta di Severino, un suo amico religioso.

### Traduzioni italiane
- La Trinità, Roma 1990
- I quattro gradi della violenta carità, Roma 1990
- La preparazione dell'anima alla contemplazione, Firenze 1991
- Lo sterminio del male, Torino 1999